# Lourdes Álvarez García
Lourdes Álvarez García (La Güeria, Mieres (Astúries), 1961) és una filòloga i escriptora asturiana. Llicenciada en Filologia Hispànica per la Universitat d'Oviedo, de ben jove col·laborà a revistes en asturià com Cuélebre Literario, Malku, Adréi o Lletres Asturianes. També ha escrit poesia, de tal manera que és una de les figures poètiques més reconegudes del Surdimentu i ha estat inclosa a totes les antologies poètiques dels darrers anys, com les de Xosé Bolado, Antoloxía poética del Resurdimientu; Ricardo Labra, Muestra corregida y aumentada de la poesía en Asturias; José Ángel Cilleruelo, Nórdica; i Leopoldo Sánchez Torre, Les muyeres y los díes de la poesía asturiana contemporánea. La seva poesia és molt simbolista i plena d'imatges abstractes.
També ha col·laborat a la revista Llengües Vives i ha traduït a l'asturià els llibres de narracions infantils Otto ye un rinoceronte, d'O. L. Kirkegaard i Un sudaca na corte, de Daniel Moyano.

## Obres
- Aldabes del olvidu (1991)
- Cálices de la nueche (1992)
- Mares d'añil (Guanyadora ex aequo del Premi Teodoro Cuesta de Poesia 1992)
- Poesía escoyida. 1985-1997 (1997).
- Como aquella que yeres (Guanyadora del Premi Teodoro Cuesta de Poesia 1994)
- Mediando distancies (2006)
- P’anular los adioses (2018)